# 塔尼亚·奥克塔维亚尼·库苏马
塔尼亚·奥克塔维亚尼·库苏马（1999年10月13日—），印尼女子羽毛球運動員。

## 簡歷
2016年12月，塔尼亚·奥克塔维亚尼·库苏马出戰印度羽毛球國際挑戰賽，與马雷塔·德亚·乔瓦尼合作拿得女子雙打比賽亞軍。

## 主要比賽成績
只列出曾進入準決賽的國際賽事成績：
| 年份   | 賽事                       | 公開賽級別 | 項目     | 拍檔                          | 成績   |
| ------ | -------------------------- | ---------- | -------- | ----------------------------- | ------ |
| 2015年 | 马来西亚青少年羽毛球锦标赛 |            | 女子雙打 | 瓦尼亚·阿里安蒂·苏科措        | 冠軍   |
| 2016年 | 波蘭羽毛球公開賽           | 國際挑戰賽 | 女子雙打 | 瓦尼亚·阿里安蒂·苏科措        | 準決賽 |
| 2016年 | 印尼羽毛球國際系列賽       | 國際系列賽 | 女子雙打 | 瓦尼亚·阿里安蒂·苏科措        | 準決賽 |
| 2016年 | 樂魚羽毛球國際挑戰賽       | 國際挑戰賽 | 女子雙打 | 瓦尼亚·阿里安蒂·苏科措        | 準決賽 |
| 2016年 | 印度羽毛球國際挑戰賽       | 國際挑戰賽 | 女子雙打 | 马雷塔·德亚·乔瓦尼            | 亞軍   |
| 2017年 | 新加坡羽毛球國際系列賽     | 國際系列賽 | 女子雙打 | 瓦尼亚·阿里安蒂·苏科措        | 亞軍   |
| 2018年 | 印尼羽毛球國際挑戰賽       | 國際挑戰賽 | 女子雙打 | 瓦尼亚·阿里安蒂·苏科措        | 冠軍   |
| 2019年 | 亞洲羽毛球混合團體錦標賽   | 其他       | 混合團體 | －                            | 季軍   |
| 2019年 | 印度羽球公開賽             | 超級500賽  | 女子雙打 | 德拉·德斯迪亞拉·哈里斯        | 準決賽 |
| 2019年 | 俄羅斯羽毛球公開賽         | 超級100賽  | 女子雙打 | 尼·克图特·马哈德维·伊斯特拉尼 | 冠軍   |

| 2007-2017年 | 首要超級賽 | 超級賽 | 黃金大獎賽 | 大獎賽 | 國際挑戰賽 | 國際系列賽 | 未來系列賽 | 其他 |

| 2018-2026年 | 總決賽 | 超級1000賽 | 超級750賽 | 超級500賽 | 超級300賽 | 超級100賽 | 國際挑戰賽 | 國際系列賽 | 未來系列賽 | 其他 |